# Inspektorat Graniczny nr 7
Inspektorat Graniczny nr 7 – jednostka organizacyjna Straży Granicznej pełniąca służbę ochronną na granicy polsko-niemieckiej w latach 1928–1939.

## Formowanie i zmiany organizacyjne
Rozporządzeniem Prezydenta Rzeczypospolitej Polskiej Ignacego Mościckiego z 22 marca 1928 roku, do ochrony północnej, zachodniej i południowej granicy państwa, a w szczególności do ich ochrony celnej, powoływano z dniem 2 kwietnia 1928 roku Straż Graniczną. Rozkazem nr 2 z 19 kwietnia 1928 roku w sprawach organizacji Pomorskiego Inspektoratu Okręgowego dowódca Straży Granicznej gen. bryg. Stefan Pasławski zatwierdził dyslokację i strukturę inspektoratu granicznego nr 7 „Chojnice”. Określił też granice inspektoratu granicznego: od wschodu: placówka Straży Granicznej „Dywan” wyłącznie, od południa: placówka Straży Granicznej „Witkowo” włącznie. W 1930 roku utworzono nowy komisariat SG „Borzyszkowy” w miejsce zlikwidowanego podkomisariatu Dolne Ostrowite. Zmieniono również nazwę komisariatu SG „Prądzona” na Brzeźno oraz Zielona Chocina na Konarzyny. W 1937 roku utworzono komisariat „Lipnica” w miejsce zlikwidowanego komisariatu „Borzyszkowy”. Rozkazem nr 1 z 31 marca 1937 roku w sprawach [...] likwidacji i tworzenia placówek, komendant Straży Granicznej płk Jan Gorzechowski zniósł posterunek wywiadowczy „Brusy”. Rozkazem nr 2 z 8 września 1938 roku w sprawie terminologii odnośnie władz i jednostek organizacyjnych formacji, komendant Straży Granicznej płk Jan Gorzechowski nakazał zmienić nazwę Inspektoratu Granicznego „Chojnice” na Obwód Straży Granicznej „Chojnice”.

## Służba graniczna
Inspektorat obejmował on odcinek graniczny od jeziora Somińskiego, do lasów koło miejscowości Witkowo. Tj. od kamienia granicznego nr C 003 do kamienia granicznego nr D 238. Od 1933 roku Inspektorat poszerzono do kamienia granicznego nr D 248 (do miejscowości Lutówko). Długość odcinka granicznego wynosiła ponad 142 km.
Sąsiednie inspektoraty:
- Inspektorat Graniczny „Kościerzyna” ⇔ Inspektorat Graniczny „Nakło” − 1928

## Dziania zbrojne jednostek obwodu
Broniąca Chojnic kompania Straży Granicznej „Chojnice” kpt. Czesława Jareckiego wchodziła w skład oddziału wydzielonego płk. Tadeusza Majewskiego. Jej skład stanowili strażnicy placówek „Nieżychowice”, „Chojnice I” i „Chojnice II” oraz załogi komendy obwodu i plutonu wzmocnienia. Kompania otrzymała zadanie bronić odcinka na północ od dworca kolejowego w stronę ulicy Człuchowskiej. Od ognia artyleryjskiego został śmiertelnie ranny kpr. Jan Jóźwiak oraz lekko ranny komendant obwodu Straży Granicznej ppłk Stanisław Kozubek. W walce zginęli plut. Władysław Wyrwała oraz kpr. Feliks Skraburski, a ciężko ranny został odniósł kpr. Franciszek Brzeziński. Pluton wzmocnienia z kompanii „Chojnice” bronił Czerska. W walce odniósł rany dowódca plutonu ppor. Franciszek Gorczyca. Został zabity na łóżku szpitalnym. W ten sam sposób zamordowano też kpr. Franciszka Brzezińskiego. Około 14.00 kompania Straży Granicznej wycofała się z Chojnic. Potem walczyła w okrążeniu w Borach Tucholskich. dowódca kompanii z grupą strażników wydostał się z okrążenia i zgodnie z rozkazami kierował się do ośrodka szkolenia Straży Granicznej w Rawie Ruskiej. W okolicach Góry Kalwarii dostali się do niewoli.

## Kierownicy/komendanci inspektoratu
| stopień     | imię i nazwisko       | okres pełnienia służby | kolejne stanowisko |
| ----------- | --------------------- | ---------------------- | ------------------ |
| nadkomisarz | Stanisław Domachowski | 1928–1936              |                    |
| nadkomisarz | Włodzimierz Słoka     | 1936–1937              |                    |
| inspektor   | Stanisław Kozubek     | 1937–1939              |                    |

## Struktura organizacyjna
W momencie powstania Inspektorat w 1928 roku składał się z czterech komisariatów i jednego podkomisariatu. Taki podział administracyjny przetrwał do 1930 roku.
1928
- komisariat Straży Granicznej „Prądzona”
- komisariat Straży Granicznej „Zielona Chocina”
- komisariat Straży Granicznej „Chojnice”
- komisariat Straży Granicznej „Kamień Pomorski”

1930
- Komisariat Straży Granicznej „Borzyszkowy”
- Komisariat Straży Granicznej „Brzeźno”
- Komisariat Straży Granicznej „Konarzyny”
- Komisariat Straży Granicznej „Chojnice”
- Komisariat Straży Granicznej „Kamień Pomorski”

1933−1936
- Komisariat Straży Granicznej „Borzyszkowy”
- Komisariat Straży Granicznej „Brzeźno”
- Komisariat Straży Granicznej „Konarzyny”
- Komisariat Straży Granicznej „Chojnice”
- Komisariat Straży Granicznej „Kamień Pomorski”

1937
- Komisariat Straży Granicznej „Lipienice”
- Komisariat Straży Granicznej „Brzeźno”
- Komisariat Straży Granicznej „Konarzyny”
- Komisariat Straży Granicznej „Chojnice”
- Komisariat Straży Granicznej „Kamień Pomorski”